# مصونیت پارلمانی

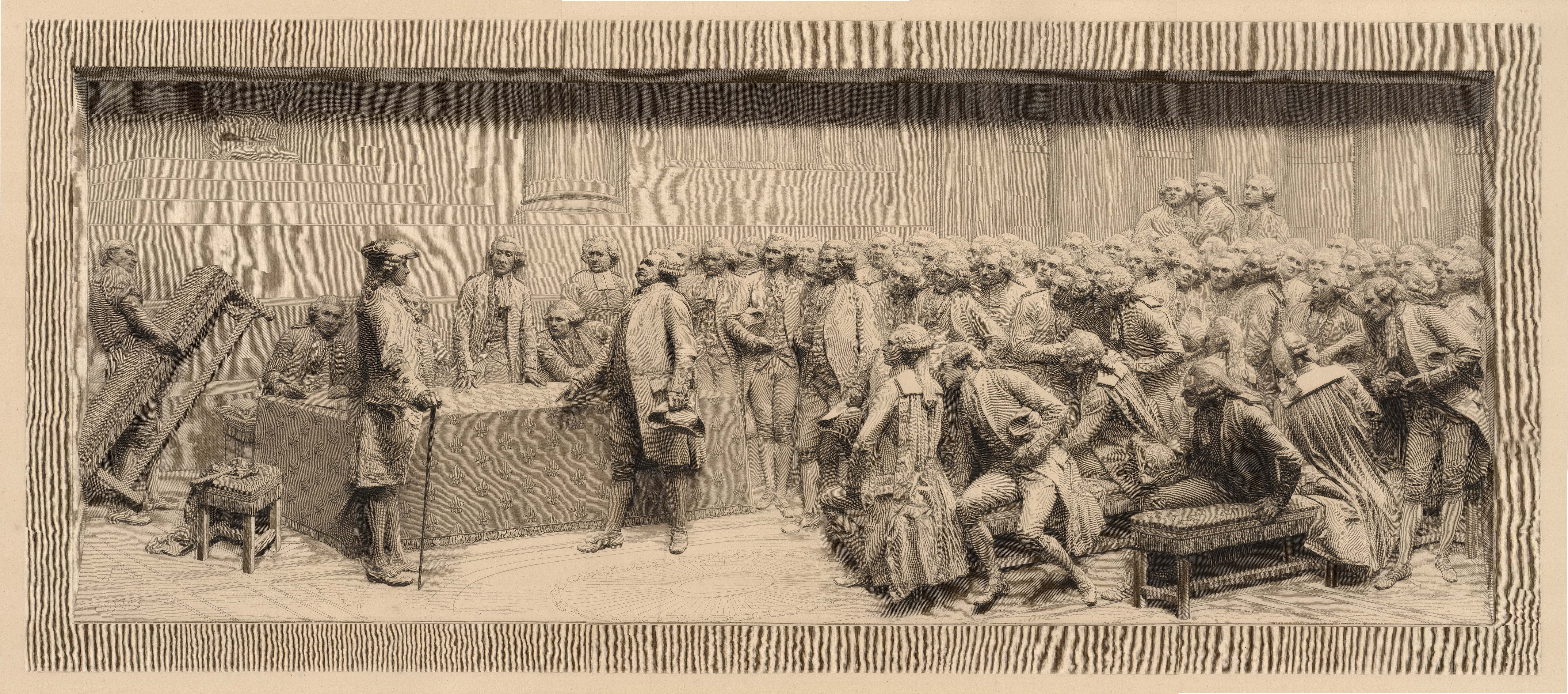
تابلو هنری که در آن نمایندگان مجلس در حال انجام مصونیت پارلمانی می باشند

مصونیت پارلمانی از انواع مصونیت قانونی است که بر اساس آن اعضای مجالس نمایندگان و مجالس قانون‌گذاری از تبعات قانونی انجام وظایف خود مانند تحت تعقیب دادگاه قرار گرفتن یا اعلام جرم علیه آن‌ها، یا اعمال پلیسی معافند. این مصونیت محدود به دورهٔ نمایندگی نیست و پس از پایان دوره نیز نسبت به اعمالی که در دوران نمایندگی انجام شده، پابرجا می‌ماند. شرایط این مصونیت و شرایط رفع آن در کشورهای مختلف متفاوت است.
فلسفهٔ وضع این مصونیت آن است که نماینده با توجه به شغل خود باید در مقام اظهار و گفتار آزاد باشد چرا که ممکن است در اظهارنظرها و گزارش‌های وی مطالب کذب یا توهین‌آمیز یا تحریک‌کننده راه یابد و عدم وجود مصونیت مخل وظایف نمایندگی او خواهد بود. چراکه نمایندگان در تصویب برخی قوانین، بیان برخی مطالب و برخی اعمال خود قطعاً در تعارض منافع با برخی مقامات دیگر قرار می‌گیرند و به همین جهت تحت فشار قرار دارند.

## در ایران
در ایران اصل۸۶ قانون اساسی به مصونیت پارلمانی اشاره کرده: «نمایندگان مجلس در مقام ایفای وظایف نمایندگی در اظهار نظر و رأی خود کاملاً آزادند و نمی‌توان آن‌ها را به سبب نظراتی که در مجلس اظهار کرده‌اند یا آرایی که در مقام ایفای وظایف نمایندگی خود داده‌اند تعقیب یا توقیف کرد.»
از مواردی که منجر به شکایت از نمایندگان مجلس و بررسی استفاده از این اصل در ایران شده است می‌توان به محکومیت به حبس حسین لقمانیان در سال ۱۳۸۱ اشاره کرد که با عفو لقمانیان از جانب رهبر و بازگشت وی به مجلس پایان یافت. همچنین علی مطهری در نطق پایانی خود در مجلس هشتم از دخالت سپاه در انتخابات مجلس انتقاد کرد که بیان‌شدن احتمال شکایت سپاه از او را در پی داشت و بعدها علیه او از طرف دادستانی اعلام جرم شد. در مجلس نهم حمید رسایی در نطق میان دستور ۲۸ آذر ۱۳۹۱ اظهاراتی در مورد پروندهٔ مهدی هاشمی و آزادی وی با قید وثیقه داشت که با واکنش دادستانی تهران در رد آن مواجه شد و دادستانی اعلام کرد که مراتب را جهت رسیدگی به دادستان ویژه روحانیت اعلام کرده است.

## اصل تعرض ناپذیری
اصل تعرض ناپذیری یا مصونیت از تعرض نقش مکمل مصونیت پارلمانی را دارد و بر اساس آن تعقیب نمایندگان در برابر ارتکاب اعمال خارج از حوزهٔ نمایندگی نیازمند اجازهٔ پارلمان است. در قانون اساسی فرانسه هر نوع تعقیب نمایندگان موکول به اجازهٔ دفتر پارلمان است. رعایت این اصل به مجلس اطمینان خاطر می‌دهد که تعقیب نماینده به دلیل اخلال در کار مجلس نیست. این اصل در بیشتر کشورهای پیرو نظام حقوقی انگلوساکسون وجود ندارد که به دلیل استقلال بسیار زیاد دادگاه‌های آنجاست.
در اصل ۱۲ قانون اساسی مشروطه این اصل آمده و تعقیب نماینده در مورد فعالیت‌های خارج از حوزهٔ وظایف نمایندگی به اطلاع و تصویب سلب مصونیت وی در مجلس نیاز داشت. اما در قانون اساسی جمهوری اسلامی ایران چنین حقی برای نمایندگان به رسمیت شناخته نشده‌است و اصل مربوط به آن در مجلس خبرگان قانون اساسی به دلیل اختلاف نظر زیاد نمایندگان و تعارض با برخی مقررات فقهی تصویب نشد.